# Alberto Guitián
Alberto Guitián Ceballos (Los Corrales de Buelna, 29 luglio 1990) è un calciatore spagnolo, difensore del Torrelavega.

## Caratteristiche tecniche
È un difensore centrale.

## Carriera
È cresciuto nelle giovanili del Racing Santander.
Ha esordito nella Liga il 30 dicembre 2015 disputando da titolare con la maglia dello Sporting Gijón l'incontro perso 2-0 contro l'Eibar.